# Papilio eurymedon
Papilio eurymedon ist ein Schmetterling aus der Familie der Ritterfalter (Papilionidae).

## Merkmale
Die Falter erreichen eine Flügelspannweite von 64 bis 90 Millimetern. Ihre Grundfärbung ist gelb mit schwarzer Musterung, wie bei vielen Ritterfaltern, allerdings dominiert das schwarz meist die ausgebleichte hellgelbe Farbe. Die Vorderflügel haben einen sehr breiten schwarzen Außenrand, in dem nahe dem Rand kleine gelbliche Flecken eingeschlossen sind. Die Tigerstreifen sind nicht scharf abgegrenzt und etwas verwischt, der vierte von ihnen, nahe der Flügelspitze, besteht eigentlich aus drei mehr oder weniger ineinanderfließenden Flecken. Die Flügeladern sind fein schwarz gefärbt. Die Hinterflügel haben einen noch breiteren schwarzen Außenrand, an deren Rand gelbliche, Bogenflecken eingefasst sind, die zum schwarzen Schwänzchen hin mehr und mehr orange gefärbt sind. Der Außenrand ist etwas gewellt. Auf den Hinterflügeln verläuft jeweils der erste Tigerstreifen des Vorderflügel weiter, die Flügeladern sind ebenfalls schwarz gefärbt. Am ebenfalls schwarz gerandeten Flügelinnenrand sitzt am unteren Ende je ein blau, schwarz und rot gefärbter Augenfleck, in dessen Umfeld das Schwarz, zum Teil mit blau gestäubten Flecken überdeckt ist. Bei den Weibchen ziehen sich diese blauen Flecken entlang des ganzen Außenrandes, bei ihnen sind auch die Bogenflecken größer. Die Unterseite der Flügel ist ebenso wie die Oberseite gefärbt, auf den Vorderflügeln sind aber die Flecken entlang des Außenrandes größer. Auf den Hinterflügeln sind die Adern kräftiger schwarz gefärbt und auch die blau gestäubten Flecken sind ausgeprägter. Der Körper der Falter ist schwarz und hat auf beiden Seiten einen gelben Längsstreifen.

### Ähnliche Arten
- Papilio pilumnus

## Vorkommen

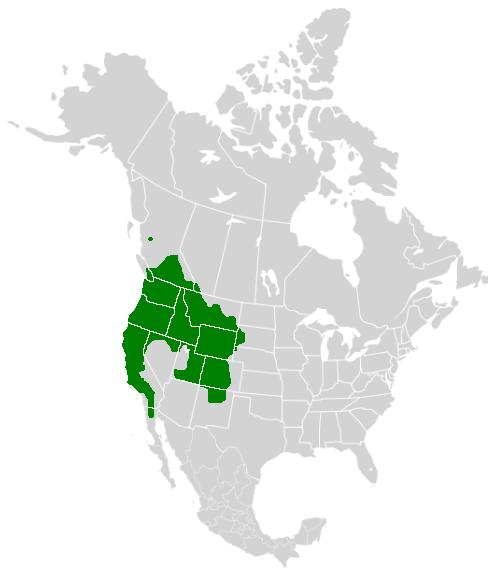
Verbreitungsgebiet von Papilio eurymedon auf den nordamerikanischen Kontinent

Die Tiere kommen entlang der Westküste der USA von Kalifornien bis nach British Columbia in Kanada vor. Östlich findet man sie bis Montana. Sie leben im leichten Bergland, in Waldgebieten und in Flusstälern.

## Lebensweise
Die Falter saugen Nektar von Blüten, gelegentlich aber auch Nährstoffe von Pfützen und feuchten Stellen. Die Männchen fliegen auf der Suche nach Weibchen umher. Diese legen ihre Eier einzeln auf die Blätter ihrer Futterpflanzen. Die Raupen ruhen auf seidenen Unterlagen, die sie in zusammengerollten Blättern spinnen. Sie überwintern in der Puppe.

### Flugzeiten
Sie fliegen im Süden in mehreren Generationen von März bis August, im Norden von April bis Juli.

### Nahrung der Raupen
Die Raupen ernähren sich von Bäumen und Sträuchern der Rosengewächsen (Rosaceae), Kreuzdorngewächsen (Rhamnaceae) und Birkengewächsen (Betulaceae).